# Russula littoralis
Russula littoralis är en svampart som beskrevs av Romagn. 1972. Russula littoralis ingår i släktet kremlor och familjen kremlor och riskor.   Inga underarter finns listade i Catalogue of Life.